# アユモドキ
アユモドキ（鮎擬、学名：Parabotia curtus）は、条鰭綱コイ目ドジョウ科Parabotia属に分類される魚類。

## 分布
日本（京都府亀岡市の桂川水系、岡山県の旭川・吉井川水系）固有種。琵琶湖・淀川水系（宇治川、鴨川、木津川、清滝川）、岡山県の高梁川水系、広島県の芦田川水系では絶滅したか、ほぼ絶滅したと考えられている。
同じアユモドキ亜科のBotia属、Leptbotia属が、インドシナ半島に生息する。

## 形態
全長15 - 20センチメートル。体形は側扁する。背面や体側面の色彩は黄褐色で、腹面の色彩は白。頭部も鱗で覆われる。体側面は小型の円鱗で覆われる。側線は明瞭で、側線上にある鱗の数（側線鱗数）は127 - 138。
上顎の吻端に左右に2本ずつ、下顎の口辺に左右に1本ずつ、計6本の口髭がある。眼下部に左右に1本ずつ先端が二股に分かれた棘状突起がある。胸鰭鰭条数（棘条数）i+（軟条数）12 - 14。背鰭鰭条数iv - v + 8 - 10。腹鰭鰭条数ii + 7。臀鰭鰭条数iv + 5。尾鰭は二股に分かれ、尾鰭鰭条数10 + 9 - 10。
卵は球形で、直径1ミリメートル。体側面に7 - 11本の暗色の横縞が入るが、成長に伴い不明瞭になる。

## 分類
形態や分子系統解析からアユモドキ亜科Botinaeを、独立した科Botiidaeとする説もある。以前はLeptobotia属に分類されていたが、Parabotia属へ分類する説もある。

## 生態
河川の中・下流域、水路などに生息し、底質が砂礫や砂泥で石組みなどの遮蔽物が多い環境を好む。生息地の水質階級は岡山県の報告例では貧腐水性もしくは貧腐水性に近い中腐水性βで、水温は夏季も30 ℃を超えない水質に生息していた。
底棲のトビケラ・ユスリカの幼虫などの昆虫、イトミミズなどを食べる。仔魚や稚魚はプランクトンや付着動物などを食べる。
繁殖様式は卵生。6 - 9月にメス1匹をオスが1匹もしくは複数匹で追尾し、体側を擦り合わせるようにして放卵・放精する。河川の氾濫や水田の灌漑によって生じた一時的な水場で、流れが緩やかで陸生植物が繁茂し一定期間水位低下がない環境でのみ産卵する。体長10センチメートルの個体の卵巣内にある吸水卵の数（孕卵数）は300 - 1,200個。卵は1 - 2日で孵化する。生後2年で成魚になる。一方で生後1年で性成熟したオスが発見された例もある。

## 人間との関係
滋賀県の方言で「あいはだ、うみどじょう」、岡山県の方言で「あもず、きすうお」と呼称される。京都方言で「ウミドジョウ」。
食用とされ、琵琶湖で漁獲されることもあった。
河川改修や圃場整備による生息地や産卵場所の消失、堰による移動の妨害、水量低下などにより生息数が減少したと考えられている。カワウや人為的に移入されたオオクチバスやカムルチーなどによる捕食によっても、生息数が減少している。後述するように法的に採集は禁止されているが、密猟される事もある。桂川水系で最大の生息地であった八木町（現:南丹市）の個体群は1987 - 1988年に冬季に越冬場所が枯渇してから生息が確認されず絶滅したと考えられ、飼育下で系統が維持されるのみとなっている。
日本では1977年に、国の天然記念物に指定されている。2004年に種の保存法により国内希少野生動植物種に指定されている。休耕田を利用した産卵場所の整備、礫の設置による生息環境の改善、保全調査、保全団体や地方自治体による啓蒙活動、密漁者の監視などの保護対策が進められている。岡山県では関連グッズの販売、生息地で作られたコメをアユモドキ米として販売し売り上げの一部を保護費用に充てる、小中学校や公共施設で飼育・展示を行うなどの啓蒙活動が行われている。1992年に八木町と亀岡市の生息地が、「アユモドキの生息する灌漑用水路」として京都府の自然200選に選ばれている。一方で京都府亀岡市では本種の生息地の周辺に大規模スポーツ施設の建設計画がスタートしたのちの2013年に日本魚類学会より京都府知事および亀岡市市長に対し質問状が提出された（京都スタジアム#建設までの経緯）。2017年に亀岡市の「市の魚」に指定された。
桂川水系個体群での2006 - 2013年における生後1年未満の個体数は0 - 2,236匹、生後1年以上の個体数は、79 - 727匹と推定されている。このうち2008年は生後1年未満の個体が捕獲されず、近隣のため池から多数のオオクチバスが侵入したことが原因だと考えられている。旭川水系個体群は、2010 - 2015年に50 - 160匹が産卵場所で確認されている。吉井川水系個体群の生息数は30 - 500匹と推定され、2015年における生息数は約210匹と推定されている。
絶滅危惧IA類 (CR)（環境省レッドリスト）
人工孵化や飼育法は確立しており、神戸市立須磨海浜水族園・滋賀県立琵琶湖文化館（休館）・姫路市立水族館などで累代飼育が行なわれている。大阪府水生生物センターでは、精子の凍結保存に成功している。
2012年に閉館した大阪市の大阪市水道記念館でもアユモドキがイタセンパラとともに飼育されていたが、2018年7月までにそれぞれ最後の個体が死亡し、市の飼育は終了した。大阪市は文化庁に「天然記念物滅失届出書」を提出した。

## 画像

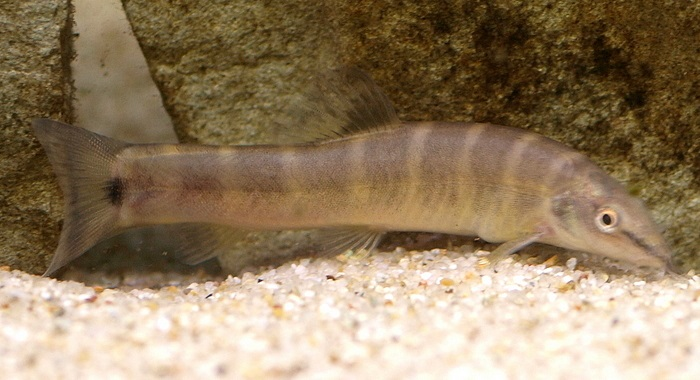
横縞の明瞭な個体